# Ceratochernes
Ceratochernes är ett släkte av spindeldjur. Ceratochernes ingår i familjen blindklokrypare.
Kladogram enligt Catalogue of Life:
| Ceratochernes | \| \| Ceratochernes granulatus \| \| \| \| \| \| Ceratochernes guanophilus \| \| \| \| |
|               | \| \| Ceratochernes granulatus \| \| \| \| \| \| Ceratochernes guanophilus \| \| \| \| |
|               | Ceratochernes granulatus                                                               |
|               |                                                                                        |
|               | Ceratochernes guanophilus                                                              |
|               |                                                                                        |